# Lijst van burgemeesters van Strijp
Dit is een lijst van burgemeesters van de voormalige Nederlandse gemeente Strijp tot die gemeente in 1920 opging in de gemeente Eindhoven.
| Ambtsperiode | Naam burgemeester                 | Partij of stroming | Bijzonderheden |
| ------------ | --------------------------------- | ------------------ | -------------- |
| 18?? - 1832  | J. van der Heijde                 |                    |                |
| 1832 - 1841  | (Pieter) P. van der Heijde        |                    |                |
| 1841 - 1872  | Johannes Franciscus van Hulst     |                    |                |
| 1872 - 1911  | J. Vogels                         |                    |                |
| 1911 - 1920  | Theodorus Cornelis van Vroonhoven |                    |                |